# Битва в затоці Лейте
Битва в затоці Лейте — наймасштабніший морський бій в історії. Відбувся в морях, що оточують філіппінський острів Лейте з 23 по 26 жовтня 1944 року між союзним американсько-австралійським флотом і японським імператорським флотом. Японці намагалися знищити сили союзників, які прикривали висадку десанту на острів Лейте, вперше використовуючи тактику камікадзе. Проте в результаті флот союзників здобув важливу перемогу, потопивши, серед іншого, один з двох найбільших лінкорів світу «Мусасі» і пошкодивши другий — «Ямато». Після цієї битви Об'єднаний флот Японії не здійснював масштабних операцій.
Битва складалася з чотирьох окремих епізодів: битви на морі Сібуян, битви у протоці Сурігао, битви біля мису Енгано і битви біля острова Самар, а також інших бойових сутичок.

## Сили і плани сторін

### Японський флот
Для відбиття американського вторгнення на Філіппіни японське командування розробило план «Се-1» (яп. 捷 1 号 作 戦 Се: Ітіго: сакусен, «се» — «перемога»). Оскільки велика частина японської авіації була втрачена під час битви біля Маріанських островів, план полягав в масованому використанні флоту. Флот повинен був діяти трьома групами, загальне керівництво здійснював адмірал Соему Тойода зі штабу в Японії:
- 2-й флот в Сінгапурі під командуванням віце-адмірала Такео Куріти: 7 лінкорів, 11 крейсерів, 23 есмінці;
- 5-й флот на Тайвані під командуванням адмірала Кійохіде Сіми: 3 крейсера («Нати», «Асігару», «Абукума»), 7 есмінців;
- 3-й флот в бухті Хіросіма під командуванням віце-адмірала Дзісабуро Одзави: 4 авіаносця («Дзуйкаку», «Дзуйхо», «Тітосе», «Тійода»), 2 лінкора («Ісе», «Хюґа»), 3 легких крейсери («Ойодо», «Тама», «Ісудзу»), 8 есмінців.

1. Одзава повинен був йти з Хіросіми, підходячи до Філіппін з півночі. Авіаносці адмірала Одзави мали тільки 100 літаків, тому було вирішено використовувати їх в якості приманки для відволікання ударного з'єднання Вільяма Голсі на північ. Фактично, 3-й флот повинен був загинути, відволікаючи американські авіаносці на себе.
2. Тоді 2-й флот Куріти переходить з Сінгапуру в Бруней, там заправляється, і з його сил виділяється «З'єднання С» адмірала Сьодзі Нісімури, яке йде в протоку Сурігао на з'єднання з 5-им флотом адмірала Сіми. Потім Куріта пройде протоку Сан-Бернардіно і атакує американські транспорти з півночі. 5-й флот і з'єднання Нісимури пройдуть протоку Сурігао і атакують транспорти з півдня.

```
План «Се-1» не мав навіть тіні шансу на успіх з урахуванням сил противника. Навіть якби Куріта прорвався в затоку Лейте, там не було такої кількості транспортів, потоплення якої виправдало б втрати. Він міг посіяти деяку метушню на плацдармі і серед допоміжних суден, але ціна була аж надто висока. А після підходу однієї або декількох авіаносних груп Хелсі японські кораблі виявилися б у пастці.
```

Японське командування усвідомлювало, що ризикує втратити весь флот в майбутньому бою. Однак Філіппіни треба було утримати за всяку ціну. Після війни адмірал Тойода пояснював свої розрахунки так:
«Якби сталося найгірше, ми могли б втратити весь флот, але я вважав, що треба піти на ризик… В разі невдачі в Філіппінській операції морські комунікації з півднем були б повністю відрізані і флот, повернувшись в японські води, не зміг би отримувати необхідного палива, а залишившись в південних водах, не зміг би отримувати боєприпаси і озброєння. Не було ніякого сенсу рятувати флот за рахунок втрати Філіппін».

### Американський флот
Американське командування розробило план вторгнення на Філіппіни — операцію «Кінг-2». Операція почалася раніше, ніж японці встигли підготуватися до реалізації плану «Се-1».
Американський флот складався з двох оперативних з'єднань під загальним командуванням адмірала Голсі:
Оперативне З'єднання 38 (віцеадмірал М. Е. Мітчер)
- Оперативна Група 38.1 (контрадмірал Дж. С. Маккейн): 5 авіаносців, 6 крейсерів, 14 есмінців.
- Оперативна Група 38.2 (контрадмірал Д. Ф. Боган): 3 авіаносці, 2 лінкори, 3 крейсери,16 есмінців.
- Оперативна Група 38.3 (контрадмірал Ф. К. Шерман): 4 авіаносці, 2 лінкори, 4 крейсери, 3 есмінці.
- Оперативна Група 38.4 (контрадмірал Р. Е. Девісон): 4 авіаносці, 2 лінкори, 2 крейсери, 15 есмінців.

Оперативне З'єднання 77 (віцеадмірал Т. К. Кінкейд)
- Оперативна Група 77.2 (контрадмірал Дж. Б. Олдендорф): 6 лінкорів («Пенсильванія», «Каліфорнія», «Теннессі», «Міссісіпі», «Меріленд», «Вест Вірджинія»), 8 крейсерів («Луїсвілл», «Портленд», «Міннеаполіс», «Денвер», «Коламбія», «Фінікс», «Бойз», «Шропшир»), 28 есмінців.
- Оперативна група 77.4 (контрадмірал Т. Л. Спраг)
- Оперативна Одиниця Таффі-1 (контрадмірал Т. Л. Спраг):
- Оперативна Одиниця Таффі-2 (контрадмірал Стамп):
- Оперативна Одиниця Таффі-3 (контрадмірал Кліфтон Спраг):

## Битва в морі Сібуян (24 жовтня 1944)

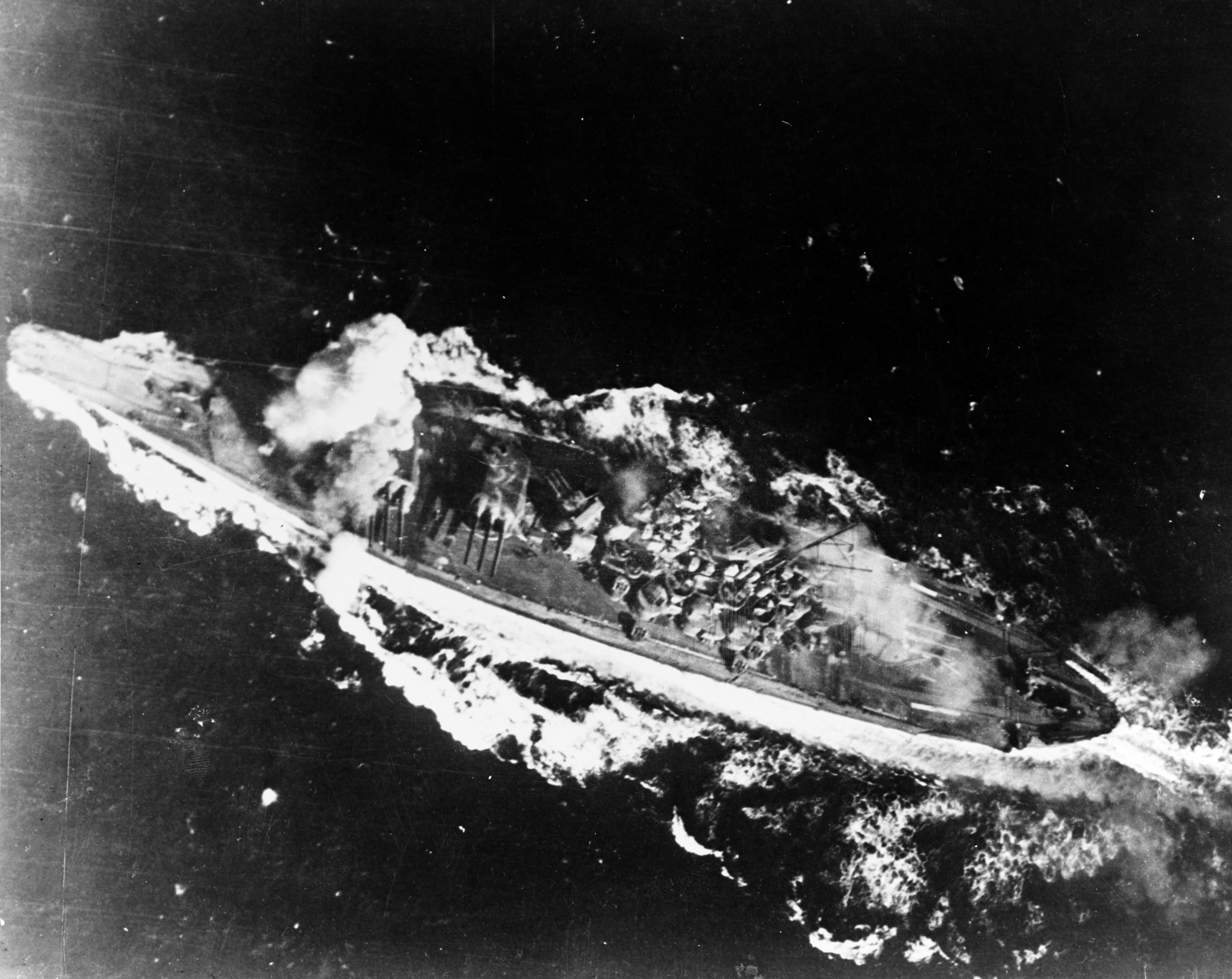
Лінкор Ямато уражений бомбою біля передньої гарматної вежі в морі Сібуян, 24 жовтня 1944 року

22 жовтня Голсі відрядив дві групи авіаносців на базу флоту на острові Уліті, щоб взяти провіант і переозброїтися. Коли надійшов звіт Дартера про контакт, Голсі відкликав групу Девісона, але дозволив віце-адміралу Джону С. Маккейну з найсильнішою з авіаносних груп TF 38 продовжити рух до Уліті. Нарешті Голсі відкликав Маккейна 24 жовтня, але затримка означала, що найпотужніша американська авіаносна група не відігравала великої ролі в майбутній битві, і тому Третій флот фактично був позбавлений майже 40 % своїх повітряних сил протягом більшої частини бою. Вранці 24 жовтня лише три групи були доступні для удару по силах Куріти, і одна, яка була найкраще підготовлена для цього — Оперативна група Джеральда Богана (TG 38.2) — випадково виявилася найслабшою з груп, до складу якої входив лише один великий авіаносець — «Інтрепід», і легкі авіаносці типу Індепенденс — «Індепенденс» і «Кабот».
Тим часом віце-адмірал Такіджиро Оніші направив три хвилі літаків зі свого 1-го авіаносного флоту, що базувався на Лусоні, проти групи TG 38.3 контр-адмірала Фредеріка Шермана (чиї літаки також використовувалися для ударів по аеродромах на Лусоні, щоб запобігти японським наземним повітряним атакам на союзницьке судноплавство в затоці Лейте). Кожна з ударних хвиль Оніші складалася з приблизно 50-60 літаків.
Більшість атакуючих японських літаків були перехоплені, збиті або повернуті бойовим повітряним патрулем, особливо двома винищувачами з авіаносця Есекс на чолі з командиром Девідом МакКемпбеллом (який збив дев'ять атакуючих літаків).

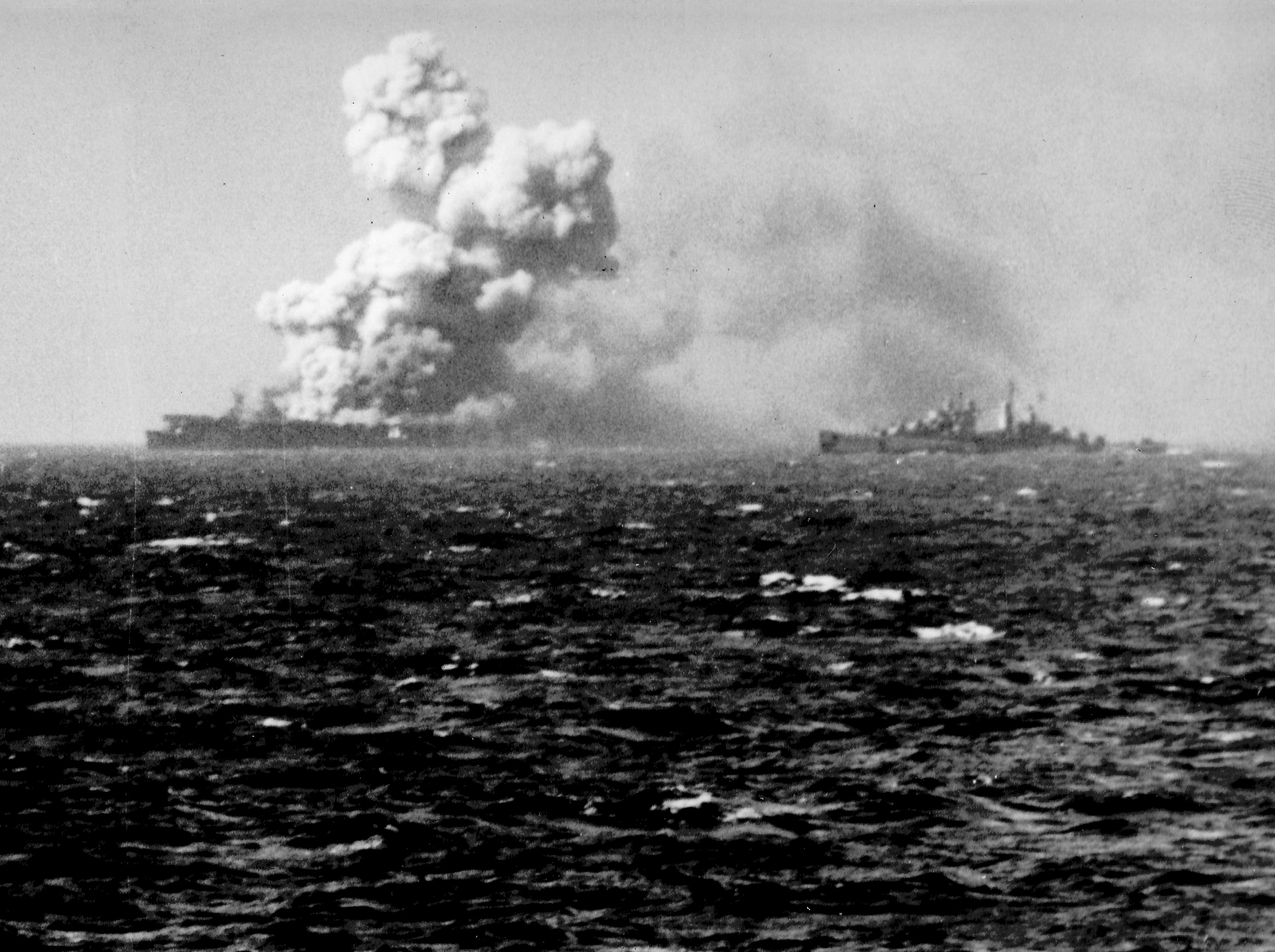
Авіаносець «Прінстон» вибухає о 15:23

Однак один японський літак (Йокосука) прослизнув крізь оборону та о 09:38 вразив легкий авіаносець Прінстон бронебійною бомбою вагою 551 фунт (250 кг). Незадовго до того, як бомба влучила в авіаносець, десять винищувачів приземлилися на злітну палубу з попередньої місії, а в ангарній палубі шість повністю завантажених і заправлених торпедоносців Авенжер чекали на наступну місію. Бомба влучила в один з торпедоносців, коли вона пробила корабель і вибухнула, що призвело до того, що інші п'ять торпедоносців також вибухнули. Бомба влучила в ту частину корабля, де зберігалася не тільки більшість торпед, але й бомби, які зберігалися ненадійно. В результаті вибуху в ангарі «Прінстона» сталася сильна пожежа, а його аварійна спринклерна система не спрацювала. Оскільки вогонь швидко поширювався, послідувала серія вторинних вибухів. Пожежу поступово було взято під контроль, але о 15:23 стався потужний вибух (ймовірно, в кормовій частині авіаносця), що спричинило багато жертв на борту «Прінстона» та ще більші втрати — 241 загиблих і 412 поранених — на легкому крейсері «Бірмінгем» (USS Birmingham), який був поруч, щоб допомогти з гасінням пожежі. «Бірмінгем» і три есмінці «Моррісон», «Гетлінг» і «Ірвін» залишилися з ураженим авіаносцем після того, як він вийшов з ладу. Спочатку есмінці намагалися підійти ближче, щоб допомогти екіпажу корабля загасити вогонь, але вони неодноразово стикалися з «Прінстоном» у бурхливому морі. Натомість «Бірмінгем» підійшов впритул, оскільки його більший корпус міг краще поглинати зіткнення. Також були пошкоджені легкий крейсер Рено і есмінці «Моррісон» і «Ірвін». Усі спроби врятувати «Прінстон» провалилися, і після того, як члени екіпажу були евакуйовані, корабель був остаточно затоплений — торпедований Рено — о 17:50. З екіпажу «Прінстона» 108 чоловік загинули, а 1361 вижили, були врятовані кораблями поблизу. Прінстон був найбільшим американським кораблем, втраченим під час боїв навколо затоки Лейте, і єдиним швидкісним авіаносцем класу Індепенденс, який затонув у бою під час війни. 17 винищувачів Grumman F6F Hellcat і 12 торпедоносців Grumman TBM Avenger загинули разом з Прінстоном.
Літаки авіаносців Інтрепід і «Кебот» атакували приблизно о 10:30, вразивши лінкори «Нагато», «Ямато» та «Мусасі» та серйозно пошкодивши важкий крейсер «Міко», який, після цього, відійшов на Борнео. Друга хвиля з «Intrepid», «Essex» і «Lexington» пізніше атакувала, VB-15 Helldivers і VF-15 Hellcats з Ессекса, завдавши ще 10 ударів по «Мусасі». Після цього авіанальоту «Мусасі» нахилився ліворуч. Третя хвиля від «Ентерпрайза» та «Franklin» вразила його додатковими 11 бомбами та вісьмома торпедами. Після цього «Мусасі» перекинувся та затонув приблизно о 19:35.
Загалом 24 жовтня п'ять авіаносців і один легкий авіаносець Третього флоту здійснили 259 бойових вильотів з бомбами і торпедами проти японського флоту, але цих атак було недостатньо, щоб нейтралізувати загрозу від Куріти. Найбільше атакували в морі Сібуян лише один лінкор «Мусасі», який був потоплений, а крейсер «Міко» був пошкоджений торпедою. Всі інші корабелі у флоті Куріти залишалися боєздатними. Спроба зупинити Куріту була здійснена силами шести повільних ескортних авіаносців, трьох есмінців, чотирьох ескортних есмінців і 400 літаків у битві біля острова Самар, які не мали надійної зброї, щоб потопити броньовані кораблі. Це контрастує з 527 бойовими вильотами, здійсненими Третім флотом проти японської, набагато слабшої, Північної авіаносної приманки Озави наступного дня.
Куріта розвернув свій флот, щоб вийти з зони дії літаків, пройшовши повз пошкодженого Мусасі. Голсі припустив, що цей відступ означав, що загроза, на даний момент, усунена. Куріта, однак, чекав до 17:15, перш ніж знову розвернутися, щоб попрямувати до протоки Сан-Бернардіно. В результаті важливого рішення, прийнятого адміралом Голсі, Куріта зміг пройти через протоку Сан-Бернардіно вночі, щоб несподівано і драматично з'явитися біля узбережжя острова Самар наступного ранку, прямо погрожуючи висадці військ на Лейте.

## Битва в протоці Сурігао (25 жовтня 1944)

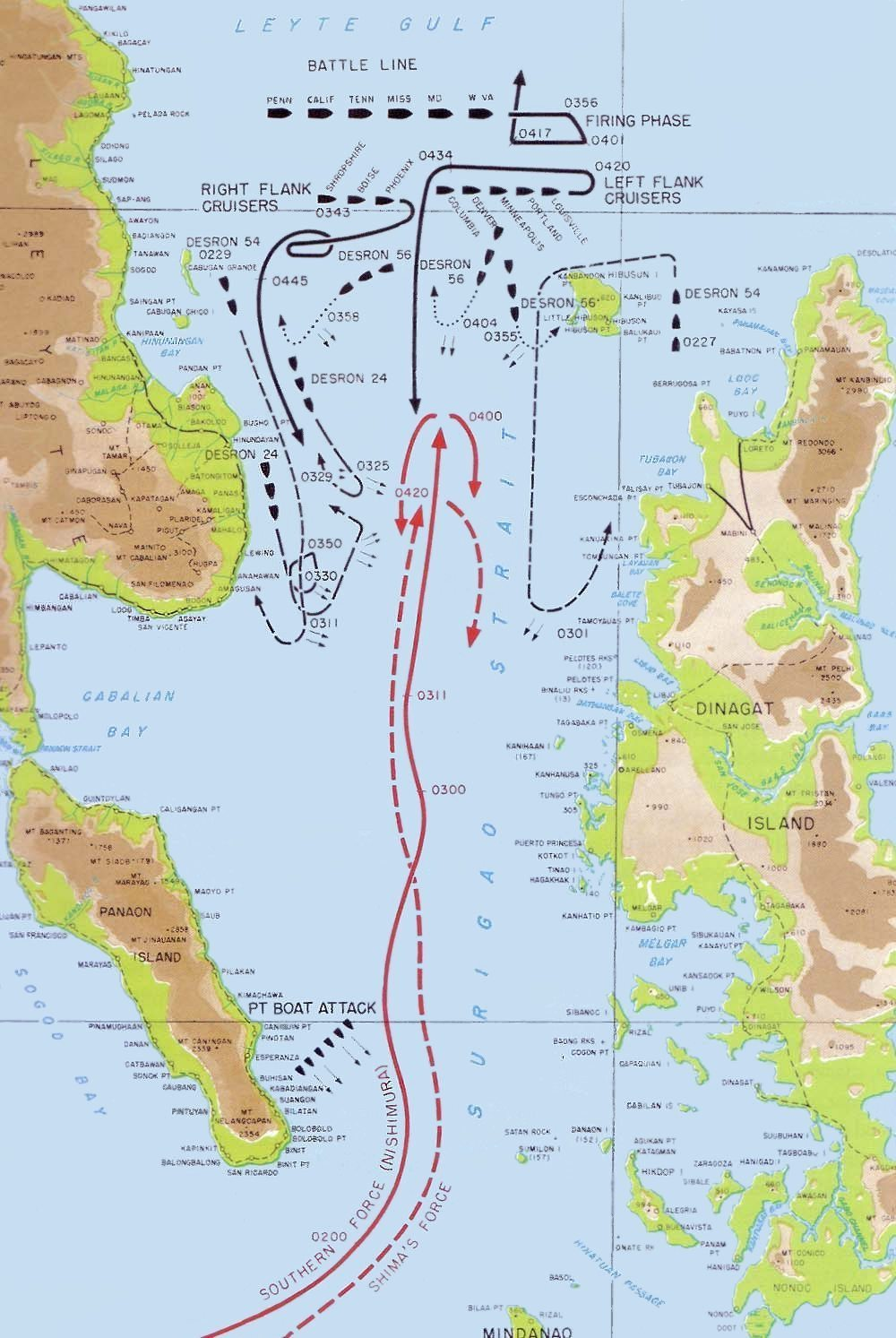
Карта битви в затоці Сурігао

Битва за протоку Сурігао має важливе значення як останній бій лінкорів з лінкорами в історії. Битва за протоку Сурігао була однією з двох морських битв лінкорів проти лінкорів у всій тихоокеанській кампанії Другої світової війни (інша була морська битва під час кампанії на Гуадалканалі, де лінкор Вашингтон потопив японський лінкор Кірішіма).

### Японські сили
«Південна група» Нісімури складалася зі старих лінійних кораблів «Ямасіро» і «Фусо», важкого крейсера «Могамі» та чотирьох міноносців «Сігуре», «Мічісіо», «Асагумо» та «Ямагумо». Ця оперативна група залишила Бруней після Куріти о 15:00 22 жовтня, повернувши на схід у море Сулу, а потім на північний схід повз південний край острова Негрос у море Мінданао. Потім Нішимура рушив до південного входу в протоку Сурігао, маючи намір вийти в затоку Лейте, де він додасть свою вогневу міць до сил Куріти.
Другою ударною силою Японії командував віце-адмірал Кійохіде Шима і складалася з важких крейсерів «Начі» і «Асігара», легкого крейсера «Абукума» та міноносців «Акебоно», «Ушіо», «Касумі» і «Ширануї».
Японські південні сили були атаковані бомбардувальниками ВМС США 24 жовтня, але отримали лише незначні пошкодження.
Нісімура не зміг синхронізувати свої дії з Шимою та Курітою через радіомовчання, накладену на Центр і Південні сили. Коли він увійшов у протоку Сурігао о 02:00, Шима був на відстані 25 морських миль (29 миль; 46 км) позаду нього, а Куріта все ще перебував у морі Сібуян, за кілька годин від пляжів Лейте.

### Американські сили
Коли японське південне угрупування наблизилося до протоки Сурігао, вони потрапили у смертельну пастку, розставлену Сьомим флотом. Контр-адмірал Джессі Олдендорф мав у своєму складі значні сили:
- шість лінійних кораблів: «Західна Вірджинія», «Меріленд», «Міссісіпі», «Теннессі», «Каліфорнія» і «Пенсільванія», які мали 48 14-дюймових (356 мм) і 16 16-дюймових (406 мм) гармат;
- чотири важкі крейсери «Луісвіль» (флагман), «Портленд», «Мінеаполіс» і «Шропшир», які несли 35 8-дюймових (203 мм) гармат;
- чотири легкі крейсери «Денвер», «Колумбія», «Фенікс» і «Бойсе», які несли 54 6-дюймові (152-мм) гармати; і
- 28 міноносців і 39 моторних торпедних катерів (патрульно-торпедних (PT) катерів) з меншими гарматами і торпедами.

П'ять із шести лінійних кораблів були затоплені або пошкоджені під час нападу на Перл-Гарбор і згодом відремонтовані або, у випадку «Теннессі», «Каліфорнії» та «Західної Вірджинії», відбудовані. Єдиним винятком був «Міссісіпі», який на той час перебував в Ісландії, супроводжував конвої. Щоб пройти крізь вузькі місця й досягти кораблів вторгнення, Нісімура мав би пройти через торпеди з катерів і есмінців, перш ніж потрапити під зосереджений вогонь 14 лінійних кораблів і крейсерів, розгорнутих у дальньому гирлі протоки.

### Початок битви
О 22:36 PT-131 проходив повз острів Бохоль, коли встановив контакт з японськими кораблями, що наближалися. Човни PT проводили атаки протягом понад три з половиною години, доки сили Нісімури пливли на північ. Жодних торпедних ударів не було зафіксовано, але катери PT надіслали звіти про контакт, які були корисні Олдендорфу та його силам.
Кораблі Нісімури неушкодженими пройшли крізь човни PT. Однак невдовзі їм не пощастило, оскільки вони зазнали нищівних торпедних атак американських есмінців, розташованих по обидва боки від їхньої осі наступу. Близько 03:00 обидва японські лінкори були підбиті торпедами. «Ямасіро» зміг рухатися далі, але «Фусо» був торпедований есмінцем «Мелвін» і затонув через сорок хвилин. Два з чотирьох есмінців Нісімури були потоплені; есмінець «Асагумо» був підбитий і був змушений повернутися, але пізніше затонув.

### Продовження битви
О 03:16 радар лінкора «Західна Вірджинія» зафіксував уцілілі кораблі сил Нісімури на відстані 42 000 ярдів (24 милі; 21 морська миля; 38 км). «Західна Вірджинія» вистежила їх, коли вони наближалися в непроглядну ніч. О 03:53 лінкор випустив вісім 16-дюймових (406-мм) гармат своєї основної батареї на відстань 22 800 ярдів (13,0 миль; 11,3 морських миль; 20,8 км), вразивши «Ямасіро» своїм першим залпом. Він випустив загалом 93 снаряди. О 03:55 «Каліфорнія» і «Теннессі» приєдналися, випустивши відповідно 63 і 69 снарядів зі своїх 14-дюймових (356-мм) гармат. Радіолокаційне керування вогнем дозволяло цим американським лінкорам вражати цілі з такої відстані, на якій японські лінкори з їх гіршими системами керування вогнем не могли відповісти вогнем.
Інші три американські лінкори мали труднощі зі стрільбою, оскільки були оснащені менш досконалим радаром. «Пенсильванія» не змогла знайти ціль, і її гармати мовчали. Зрештою «Меріленду» вдалося візуально визначити відстань до інших лінійних кораблів, а потім випустити загалом 48 снарядів розміром 16 дюймів (406 мм). «Міссісіпі» вистрілив лише один раз повним залпом із дванадцяти 14-дюймових гармат. Це був останній залп, зроблений лінкором проти іншого лінкора в історії, закриваючи важливу главу у морській війні.
«Ямасіро» і «Могамі» були пошкоджені комбінацією 16-дюймових і 14-дюймових бронебійних снарядів, а також вогнем флангових крейсерів Олдендорфа. Крейсери, які мали новітнє радіолокаційне обладнання, випустили понад 2000 пострілів бронебійними 6-дюймовими та 8-дюймовими снарядами. «Луїсвіль» (флагман Олдендорфа) зробив 37 залпів — 333 постріли 8-дюймовими снарядами. Японське командування, очевидно, втратило розуміння тактичної картини, коли всі кораблі стріляли з усіх батарей у кількох напрямках. «Шиґуре» розвернувся й утік, але втратив кермування й зупинився. О 04:05 «Ямасіро» був уражений торпедою, випущеною міноносцем «Беніон», і затонув приблизно о 04:20 разом з Нішімурою на борту. «Могамі» та «Шиґуре» відступили на південь униз протокою. Есмінець «Albert W. Grant» був уражений дружнім вогнем під час нічного бою, але не затонув.
«Друга ударна сила» під командуванням віце-адмірала Шими — підійшла до протоки Сурігао приблизно за 40 миль (35 морських миль; 64 км) від Нісімури. Два важких крейсера Шими, «Наті» та «Ашігара», і чотири міноносці зіткнулися з залишками сил Нісімури. Шима побачив те, що, на його думку, було уламками обох лінійних кораблів Нісімури, і наказав відступити.

### Результат битви
З семи кораблів Нішімури залишився лише «Шиґуре», якого атакував американський підводний човен «Блекфін» 24 січня 1945 року і потопив його біля Кота-Бару, Малайя. Кораблі Шіми пережили битву в протоці Сурігао, але були потоплені в наступних боях навколо Лейте. Південні сили більше не загрожували висадці Лейте.

## Битва біля острова Самар (25 жовтня 1944)

### Перед початком
Рішення Голсі спрямувати всі наявні сили Третього флоту на північ, щоб атакувати японські північні сили, залишило протоку Сан-Бернардіно абсолютно без охорони.
Старші офіцери Сьомого флоту (включаючи Кінкейда та його штаб) загалом припускали, що Голсі веде свої три доступні авіаносні групи на північ (група Маккейна, найсильніша у Третьому флоті, все ще поверталася з напрямку Уліті), але залишає лінкори TF 34, прикриваючи протоку Сан-Бернардіно проти японського центру. Фактично Голсі ще не сформував TF 34, і всі шість лінійних кораблів Вілліса Лі прямували на північ разом з авіаносцями, а також усі доступні крейсери та міноносці Третього флоту.
Центральні сили Куріти вийшли з протоки Сан-Бернардіно о 03:00 25 жовтня і рушили на південь уздовж узбережжя острова Самар. На його шляху стояли лише три підрозділи Сьомого флоту (позивні «Таффі» 1, 2 і 3), загалом шістнадцять малих, дуже повільних і неброньованих ескортних авіаносців, кожен з яких перевозив до 28 літаків під захистом з легкоозброєних і неброньованих есмінців і менших ескортних міноносців. Незважаючи на втрати під час дій у Палаванському проході та в морі Сібуян, японські Центральні сили все ще були дуже потужними, складалися з чотирьох лінійних кораблів (включно з гігантським «Ямато»), шести важких крейсерів, двох легких крейсерів та одинадцяти есмінців.

### Битва
Сили Куріти застали зненацька оперативний підрозділ 77.4.3 («Таффі 3») контр-адмірала Кліфтона Спрагу. Спрагу наказав авіаносцям запустити літаки, а потім відступати на схід. Він наказав міноносцям зробити димову завісу, щоб приховати відступаючі авіаносці.
Куріта, не знаючи, що план приманки Озави вдався, припустив, що він знайшов авіаносну групу з Третього флоту Голсі. Перегрупувавши свої кораблі в бойові формування, він ще більше ускладнив ситуацію, віддавши наказ про «загальну атаку», згідно з якою його флот повинен був розділитися на дивізії та атакувати незалежно.
Найближчим до ворога був есмінець «Джонстон». З власної ініціативи капітан-лейтенант Ернест Е. Еванс спрямував свій корабель на фланг японського флоту. «Джонстон» випустив торпеди по важкому крейсеру «Кумано», пошкодивши його та змусивши вийти з лінії атаки. Побачивши це, Спраг віддав наказ атакувати, відправивши в бій решту кораблів захисту «Таффі 3». Два інших есмінця «Taffy 3»: «Hoel» і «Heermann», а також есмінець супроводу «Samuel B. Roberts» атакували з самогубною рішучістю, викликаючи вогонь і розбиваючи японський стрій, коли кораблі розверталися, щоб уникнути їхніх торпед. Коли кораблі наблизилися до ворожих колон, кап. Коупленд з «Семюеля Б. Робертса» сказав усім, що це буде «боротьба з переважаючими труднощами, від якої не можна очікувати виживання». Коли японський флот продовжував наближатися, «Хоел» і «Робертс» отримали кілька ударів, і швидко затонули. Витративши всі свої торпеди, «Джонстон» продовжував битися своїми 5-дюймовими гарматами, поки не був потоплений групою японських есмінців.
Готуючи свої літаки до атаки, авіаносці супроводу відповіли на японський вогонь з усією вогневою міццю, яку вони мали — по одній 5-дюймовій гарматі на авіаносець. Офіцер тактичного командування наказав авіаносцям «відкривати вогонь», і кожен корабель брав вороже судно під вогонь, щойно воно підходило до нього. Ескортний авіаносець «Феншоу Бей» обстріляв крейсер і зафіксував п'ять влучань, одне посеред надбудови, що викликало дим. Ескортний авіаносець «Калінін Бей» обстріляв важкий крейсер класу «Мьоко», влучивши у башту № 2 крейсера. «Гемб'єр Бей» здійснив принаймні три влучання. Ескортний авіаносець «Вайт Плейнс» повідомив про влучання в декілька цілей, дві між надбудовою та передньою панеллю та ще одна в башті № 1 важкого крейсера.
Тим часом контр-адмірал Томас Спраг (не має відношення до Кліфтона) наказав шістнадцяти ескортним авіаносцям у його трьох оперативних підрозділах негайно запустити всі свої літаки — загалом 450 літаків — оснащені будь-якою доступною зброєю, навіть якщо це були лише кулемети та глибинні бомби. Ескортні авіаносці мали літаки, які більше підходили для патрулювання та боротьби з підводними човнами, включно зі старішими моделями, такими як «FM-2 Wildcat», хоча вони також мали торпедоносці «TBM Avenger», на відміну від авіаносців Голсі, які мали найновіші літаки з достатньою кількістю озброєння. Проте той факт, що японські війська не мали повітряного прикриття, означав, що літаки Спрага могли атакувати без протидії. Отже, повітряні контратаки були майже безперервними, а деякі, особливо кілька ударів, нанесених із оперативного підрозділу 77.4.2 (Таффі 2) Фелікса Стампа, були сильними.
Авіаносці «Taffy 3» повернули на південь і відступили під артобстрілом. «Гемб'єр Бей» що знаходився в тилу американського формування, став центром атаки лінкора «Ямато» і зазнав кількох влучань, перш ніж перекинутися о 09:07. Чотири бомбардувальники-торпедоносці «Грумман» TBF «Евенджер» затонули разом із екскортним авіаносцем. Кілька інших літаків були пошкоджені, але змогли втекти.

### Завершення битви
Жорсткість американської оборони, мабуть, підтвердила припущення японців про те, що вони зустріли головні підрозділи флоту, а не просто ескортні авіаносці та міноносці. Плутанина наказу «Загальна атака» була посилена повітряними та торпедними атаками, коли флагман Куріти «Ямато» повернув на північ, щоб ухилитися від торпед, і втратив контакт з боєм.
Куріта раптово перервав бій і віддав наказ «всім кораблям, мій курс на північ, швидкість 20», мабуть, щоб перегрупувати свій дезорганізований флот. У бойовому звіті Куріти говориться, що він отримав повідомлення про те, що група американських авіаносців прямує на північ від нього. Вважаючи за краще витрачати свій флот на великі кораблі, а не на транспортні засоби, Куріта вирушив у погоню і таким чином втратив можливість знищити флот у затоці Лейте та зірвати життєво важливу висадку в Лейте. Не зумівши перехопити неіснуючі кораблі, які були набагато північніше, Куріта нарешті відступив до протоки Сан-Бернардіно. Три з його важких крейсерів були потоплені, і рішучий опір переконав його, що продовження атаки призведе лише до подальших втрат японців.

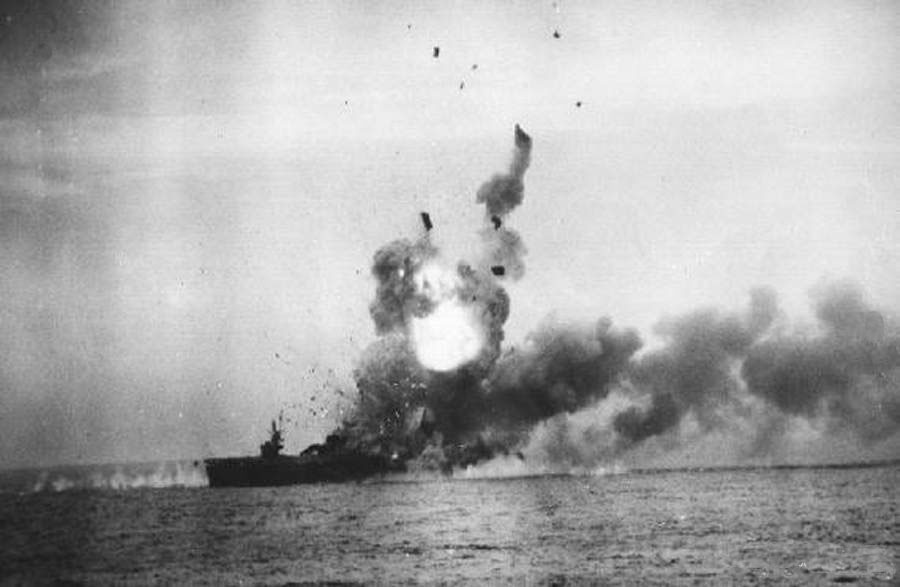
Ескортний авіаносець «Сент-Ло» після атаки камікадзе

Поганий зв'язок між окремими японськими силами та відсутність повітряної розвідки означали, що Куріта ніколи не був поінформований про те, що обман був успішним, і що лише невелика сила стояла між його лінкорами та вразливими транспортами флоту вторгнення. Таким чином, Куріта залишався переконаним, що він вступив у бій з силами Третього флоту, і було б лише питанням часу, коли Голсі оточить і знищить його. Контр-адмірал Кліфтон Спраг написав своєму колезі Обрі Фітчу після війни, «я… заявив [адміралу Німіцу], що головною причиною, чому вони повернули на північ, було те, що вони отримали занадто багато шкоди, щоб продовжувати бій, і я все ще дотримуюся такої думки, і холодний аналіз зрештою це підтвердить».
Майже всі вцілілі сили Курити врятувалися. Голсі та лінкори Третього флоту повернулися надто пізно, щоб відрізати йому шлях. «Нагато» і «Конго» були помірно пошкоджені під час повітряного нападу ескортних авіаносців Таффі 3. Куріта почав битву з п'ятьма лінкорами. Після повернення на свої бази тільки «Ямато» і «Харуна» залишилися боєздатними.
Коли надводні дії наближалися до кінця, віце-адмірал Такідзіро Оніші ввів в бій свої японські спеціальні ударні авіапідрозділи з баз на Лусоні, атакуючи кораблі союзників у затоці Лейте та ескортні підрозділи авіаносців біля острова Самар. Це була друга в історії організована атака камікадзе японцями під час Другої світової війни після атаки камікадзе на Taffy 1 кількома годинами раніше біля протоки Сурігао. Ескортний авіаносець St. Lo of Taffy 3 був атакований літаком-камікадзе і затонув після серії внутрішніх вибухів. Шість винищувачів Grumman FM-2 Wildcat і п'ять торпедоносців Grumman TBM Avenger загинули разом зі «Сент-Ло». Три інші ескортні авіаносці «Taffy 3» «Калінін Бей», «Кіткун Бей» і «Вайт Плейнс», також були пошкоджені під час тієї ж атаки камікадзе.

## Бій біля мису Енгано (25-26 жовтня 1944)

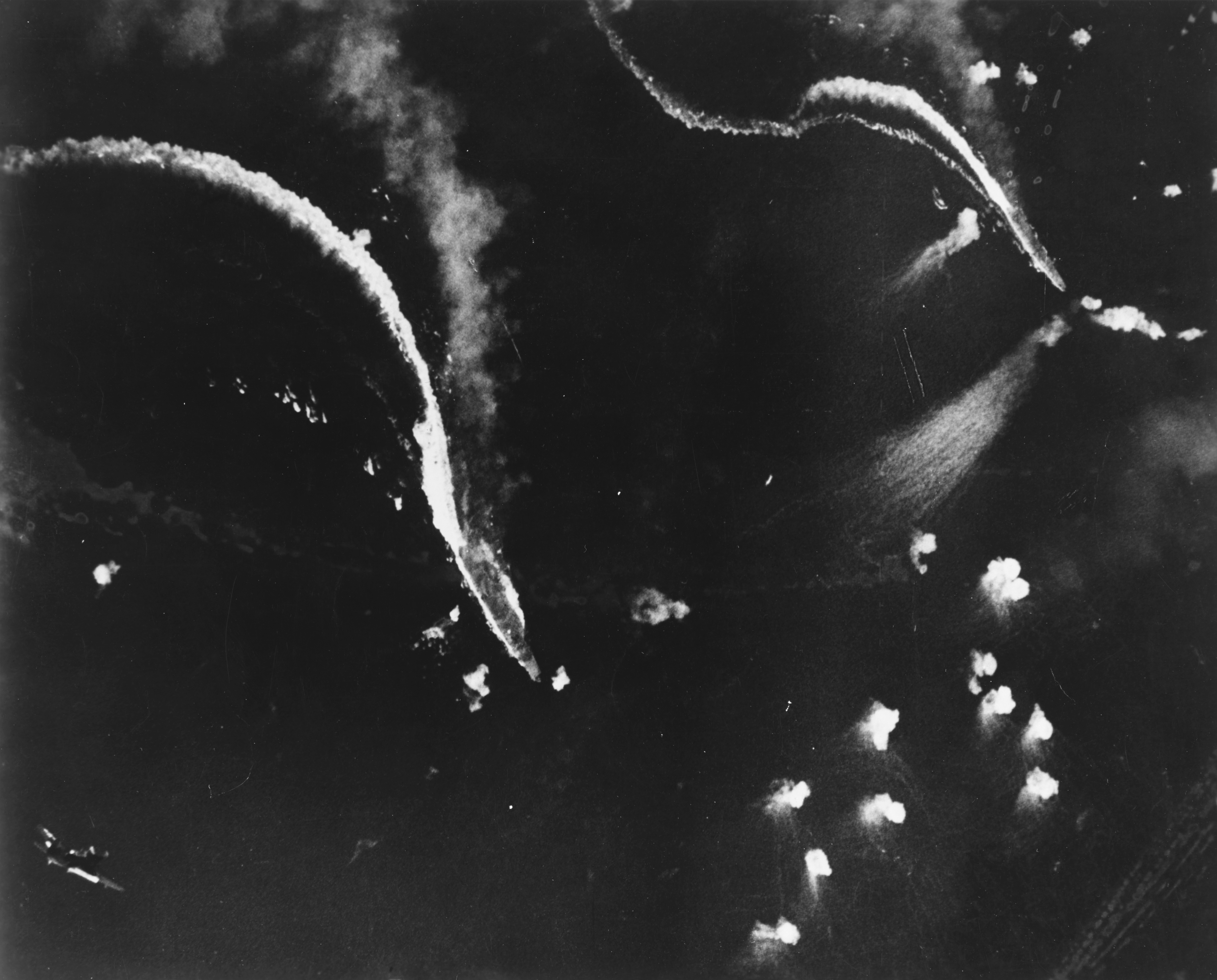
Японські авіаносці «Дзуйкаку», ліворуч, і (імовірно) «Дзуйхо» зазнають удару пікіруючих бомбардувальників на початку битви біля мису Енгано

«Північна група» віце-адмірала Джісабуро Одзави була сформована навколо чотирьох авіаносців 3-ї авіаносної дивізії («Дзуйкаку» — останній уцілілий із шести авіаносців, які атакували Перл-Гарбор у 1941 році, — і легких авіаносців «Дзуйхо», «Тітосе» та «Тійода»), включала два лінкори часів Першої світової війни, частково переобладнані на авіаносці («Хюґа» та «Ісе» — дві кормові вежі було замінено ангаром, палубою для обслуговування літаків і катапультою, але жоден корабель не ніс літаків у цій битві), три легкі крейсери («Ойодо», «Тама», «Ісудзу») і дев'ять есмінців. Авіаносна група Одзави була приманкою, позбавленою всіх літаків, крім 108 одиниць, призначених для того, щоб відвернути американський флот від захисту транспортів на берегах висадки на острові Лейте. За збігом обставин назва мису, на честь якого названа битва, «Енгано», іспанською мовою означає «обман».
Сили Одзави не були виявлені до 16:40 24 жовтня, головним чином через те, що група TG 38.3 Шермана — найпівнічніша з груп Голсі і відповідальна за пошуки в цьому секторі — була зайнята діями в морі Сібуян і обороною від японських авіаударів з Лусона. Таким чином, група Озави — єдина японська сила, яку хотіли виявити — була єдиною силою, яку американці не змогли знайти. Підрозділи, які Голсі взяв із собою на північ — три групи TF 38 Мітчела — були значно сильніші за японську північну групу. Ці групи мали п'ять великих авіаносців («Інтрепід», «Франклін», «Лексінгтон», «Ентерпрайз» і «Ессекс»), п'ять легких авіаносців («Індепенденс», «Белло Вуд», «Ленглі», «Кебот» і «Сан Джасінто»), шість сучасних лінійних кораблів («Алабама», «Айова», «Масачусетс», «Нью Джерсі», «Південна Дакота» і «Вашингтон»), вісім крейсерів (два важких і шість легких) і 41 есмінець. Авіаційні групи десяти присутніх американських авіаносців складалися з 600—1000 літаків.
25 жовтня о 02:40 Голсі відокремив групу TF 34 сформовану навколо шести лінійних кораблів Третього флоту під командуванням віце-адмірала Лі. Коли настав світанок, кораблі 34-ї оперативної групи випередили авіаносні групи. Голсі планував, щоб Мітшер завдав ударів з повітря, після чого послідував потужний вогонь з лінкорів Лі.

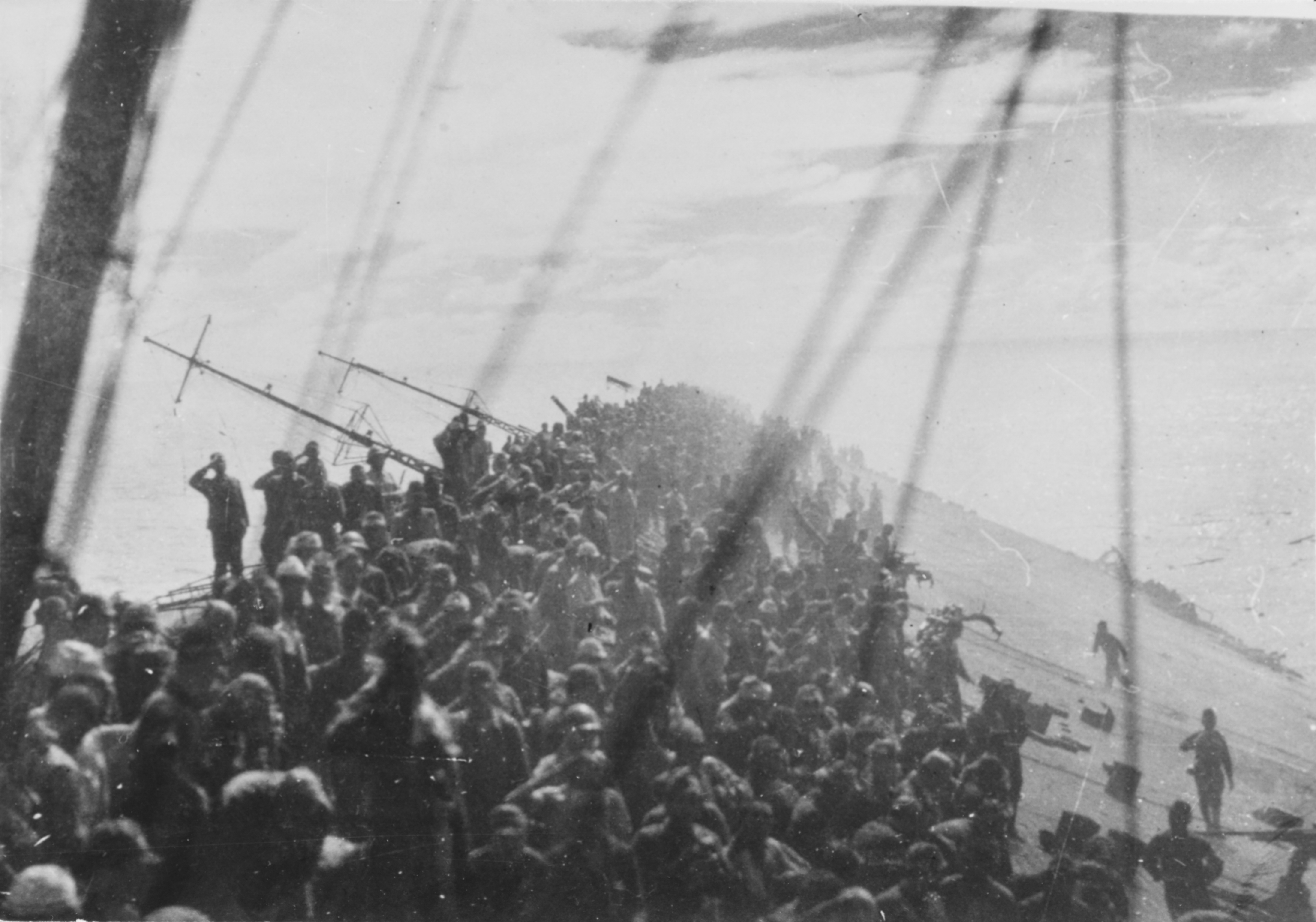
Екіпаж «Дзуйкаку» віддає честь, коли прапор опускається на авіаносці після авіаудару. Він був останнім затопленим авіаносцем, який брав участь у атаці на Перл-Харбор.

На світанку 25 жовтня Одзава випустив 75 літаків, більшу частину своїх нечисленних літаків, щоб атакувати Третій флот. Більшість з них були збиті американськими бойовими повітряними патрулями, і кораблі США не постраждали. Кілька японських літаків вціліли і пробилися до наземних баз на Лусоні.
Вночі Голсі передав тактичне командування TF 38 адміралу Мітшеру, який наказав американським авіаносним групам нанести першу ударну хвилю зі 180 літаків на світанку — ще до того, як Північна група японців виявиться. Коли пошуковий літак вийшов на зв'язок о 07:10, ця ударна хвиля літаків вже була попереду оперативної групи. О 08:00, коли почалася атака, винищувачі, що їх супроводжували, знищили бойовий повітряний патруль Одзави, який налічував близько 30 літаків. Повітряні удари США тривали до вечора, до того часу TF 38 здійснив 527 бойових вильотів проти японців, потопивши «Дзуйкаку», легкі авіаносці «Тітосе» та «Дзуйхо» та есмінець «Акізукі», усі з великими втратами людей. Легкий авіаносець «Тійода» і крейсер «Тама» були пошкоджені. Одзава переніс свій прапор на легкий крейсер «Ойодо».

### Криза: Сьомий флот кличе на допомогу
Невдовзі після 08:00 25 жовтня почали надходити відчайдушні повідомлення із закликами про допомогу від Сьомого флоту, який з 02:00 вступав у бій із «Південними силами» Нісімури в протоці Сурігао. В одному з повідомлень від Кінкейда, надісланих простою мовою, йшлося: «Моя ситуація критична. Швидкі лінкори та підтримка повітряних ударів можуть утримати ворога від знищення CVE і входу в Лейте».
Одним із найбільш тривожних сигналів від Кінкейда стало те, що після бойових дій у протоці Сурігао у лінійних кораблів Сьомого флоту критично не вистачало боєприпасів. Проте, навіть це не змогло переконати Голсі надіслати будь-яку негайну допомогу Сьомому флоту. Насправді лінкорам Сьомого флоту не вистачало боєприпасів, як випливало з сигналу Кінкейда, але Голсі цього не знав.
Зрештою, об 11:15, понад три години після того, як його флагманський корабель отримав перші повідомлення про лихо від Сьомого флоту, Голсі наказав TF 34 розвернутися та попрямувати на південь до Самару. У цей момент лінкори Лі були майже в радіусі стрільби сил Одзави. Дві з половиною години було витрачено на дозаправку супроводжуючих міноносців TF 34.
Після цих затримок для TF 34 було надто пізно надати будь-яку практичну допомогу Сьомому флоту, окрім допомоги у підборі вцілілих з підрозділу «Таффі 3», і надто пізно навіть перехопити сили Куріти, перш ніж вони втечуть через протоку Сан-Бернардіно.
Тим не менш, о 16:22, у відчайдушній і ще більш запізнілій спробі втрутитися в події біля острова Самар, Голсі сформував нову оперативну групу — TG 34.5 — під командуванням контр-адмірала Оскара Баджера, сформовану навколо двох лінкорів Третього флоту. Найшвидші лінійні кораблі — «Айова» і «Нью-Джерсі», обидва здатні розвивати швидкість понад 32 вузли (59 км/год; 37 миль на годину) — і три крейсери та вісім міноносців TF 34, які помчали на південь, залишивши Лі та інших чотирьох лінійних кораблів позаду.
Проте крейсери та міноносці групи TG 34.5 застали лише японський есмінець «Новакі», який відстав від японських Центральних сил біля протоки Сан-Бернардіно, і потопили його.

### Завершальний етап битви
Коли Голсі повернув TF 34 на південь об 11:15, він відокремив оперативну групу з чотирьох крейсерів і дев'яти есмінців під командуванням контр-адмірала Дю Боза і передав цю групу TF 38. О 14:15 Мітшер наказав Дю Бозу переслідувати залишки японських північних сил. Його крейсери добили легкий крейсер «Чіода» близько 17:00, а о 20:59 його кораблі після дуже наполегливої боротьби потопили есмінець «Хацузукі».
Коли Одзава дізнався про розгортання відносно слабкої оперативної групи ДюБоза, він наказав лінкорам «Ісе» та «Хюга» повернути на південь і атакувати її, але їм не вдалося знайти групу Дюбоза, яку вони значно перевершували озброєнням. Відведення Голсі всіх шести лінійних кораблів Лі в його спробі допомогти Сьомому флоту зробило TF 38 вразливим для надводної контратаки Північних сил-приманок.
Близько 23:10 американський підводний човен «Джаллао» торпедував і потопив легкий крейсер «Тама» сил Озави. Це був останній акт битви біля мису Енгано, і, окрім деяких останніх авіаударів по відступаючим японським силам 26 жовтня, завершення битви за затоку Лейте.

## Підсумки
Японський флот втратив в битві: 4 авіаносці («Дзуйкаку», «Дзуйхо», «Тітосе», «Район Тійода»); 3 лінкори («Мусасі», «Ямасиро», «Фусо»); 8 крейсерів (в їх числі: «Атаго», «Мая», «Тёкай», «Тікума», «Судзуя», «Могами»); 12 есмінців (в їх числі: «Ямагумо», «Мітіс», «Вакаба», «Асагумо», «Новакі», «Фудзіно», «Акіцукі», «Хацудзукі»). Ще кілька есмінців було втрачено в наступні дні по шляху в порт.
Втрати американців були значно менші: 1 легкий авіаносець («Прінстон»), 2 ескортні авіаносці («Сент Ло», «Гемб'єр Бей»), 3 есмінці і корабель супроводу.
В ході бою американський флот допустив ряд помилок: неправильно оцінив чисельність «Південного з'єднання», неправильно оцінив втрати флоту Куріти в бою в морі Сібуян, і залишив без прикриття протоку Сан-Бернардіно, проте якісна і кількісна перевага була така, що ці помилки істотного впливу на хід бою не мали. У свою чергу і японське командування допустило ряд помилок (наприклад, неузгодженість дій загонів Сіми і Нісімури і відступ Куріти з моря Самар).
Бій показав, що без прикриття з повітря флот не має можливості здійснювати ефективні бойові дії. Після битви Японія більше не планувала великих операцій на морі.
США зуміли захопити плацдарм на Філіппінах і почати наступ вглиб архіпелагу, їх авіація повністю відрізала Японію від джерел нафти на Суматрі і Борнео.
Під час битви були здійснені перші вильоти льотчиків-камікадзе, які в цій операції виявилися ефективними.